# Ghom
Ghom oder deutsch auch Kum (auch Qum, früher Com; persisch قم, DMG Qom) ist die Hauptstadt der iranischen Provinz Ghom. Ghom hat über 1.292.000 Einwohner, ist mit dem Schrein der Fātima Maʿsūma ein wichtiger schiitischer Wallfahrtsort und mit der Hauza von Ghom eines der wichtigsten Zentren der schiitischen Gelehrsamkeit. In keiner anderen iranischen Stadt sind so viele schiitische ʿUlamā' und Persönlichkeiten begraben wie in Ghom und die Friedhöfe erstrecken sich über ein ausgedehntes Areal.

## Lage
Ghom liegt in Zentraliran am gleichnamigen Fluss Ghom, 132 km südlich der Hauptstadt Teheran an der alten Route und neuen Autobahn nach Isfahan, 928 m über dem Meeresspiegel.

## Wirtschaft und Verkehr
Hier werden Tonwaren, Glas und Baumwolltextilien produziert; wichtige landwirtschaftliche Güter aus der Umgebung sind Getreide, Baumwolle, Obst, Nüsse und Mohn. In der Nähe befinden sich Erdgas- und Erdölfelder.
Die Stadt besitzt einen bedeutenden Bahnhof, der mit dem Bau der Transiranischen Eisenbahn errichtet wurde. Dieser entwickelte sich durch den Bau der Bahnstrecke Qom–Zahedan und das benachbarte Gleisdreieck von Mohammadije, wo die Bahnstrecke Teheran–Isfahan an die Strecke Qom–Zahedan anschließt, zu einem der wichtigsten Eisenbahnknoten des Landes.

## Herkunft des Namens
Über den genaueren etymologischen Ursprung des Namens Qoms gibt es in der Forschung keine exakte Antwort. Nach Andreas Drechsler bestehen vier Haupttheorien:
1. Der Name Qom leitet sich von dem Wort kūma (persisch für ‚Strohhütte‘) ab. Dies ist die älteste Theorie zur Namensherkunft, die schon im 11. Jahrhundert von Hasan al-Qommī (gestorben 1013) in seinem Werk Taʾrīḫ-i Qom erwähnt wird.
2. Der Name Qom ist aus dem Wort Kumīdān entstanden, dem Namen eines Ortsteils der Stadt im 8. Jahrhundert.
3. Der Name Qom ist von dem persischen Wort kunb abzuleiten, das auf Deutsch ‚Kuppel‘ bedeutet. Diese Theorie wurde im 17. Jahrhundert in dem persischsprachigen Lexikon Burhān-i Qāṭiʿ[5] vertreten.
4. Anhand von sassanidischen Inschriften stellte Richard Nelson Frye die Theorie auf, dass Qom aus dem Wort Godmān entstanden ist, das als „Gomān“ ausgesprochen und verkürzt zu „Gom“ wird und deswegen als Qom arabisiert wurde.

## Geschichte

### Vorislamische Zeit, die Ruinen von Chorhe
Die Stadt Qom geht auf die Antike zurück. Die Geschichte dieser Stadt in der vorislamischen Zeit kann nur phasenweise beleuchtet werden. Die Ausgrabungen in Tappe Sialk haben gezeigt, dass in dieser Region seit der Antike Menschen angesiedelt waren, und Ausgrabungen in Dschamkarān und Chourabad 10 bzw. 18 Kilometer südlich von Qom haben Spuren von beachtlichen Verteidigungsanlagen aus dem 4. bzw. 1. Jahrhundert zu Tage gefördert. Aus der elamitischen, medischen und achämenidischen Zeit sind keine archäologischen Zeugnisse bekannt, die auf Siedlungsaktivitäten in dieser Region hinweisen würden.

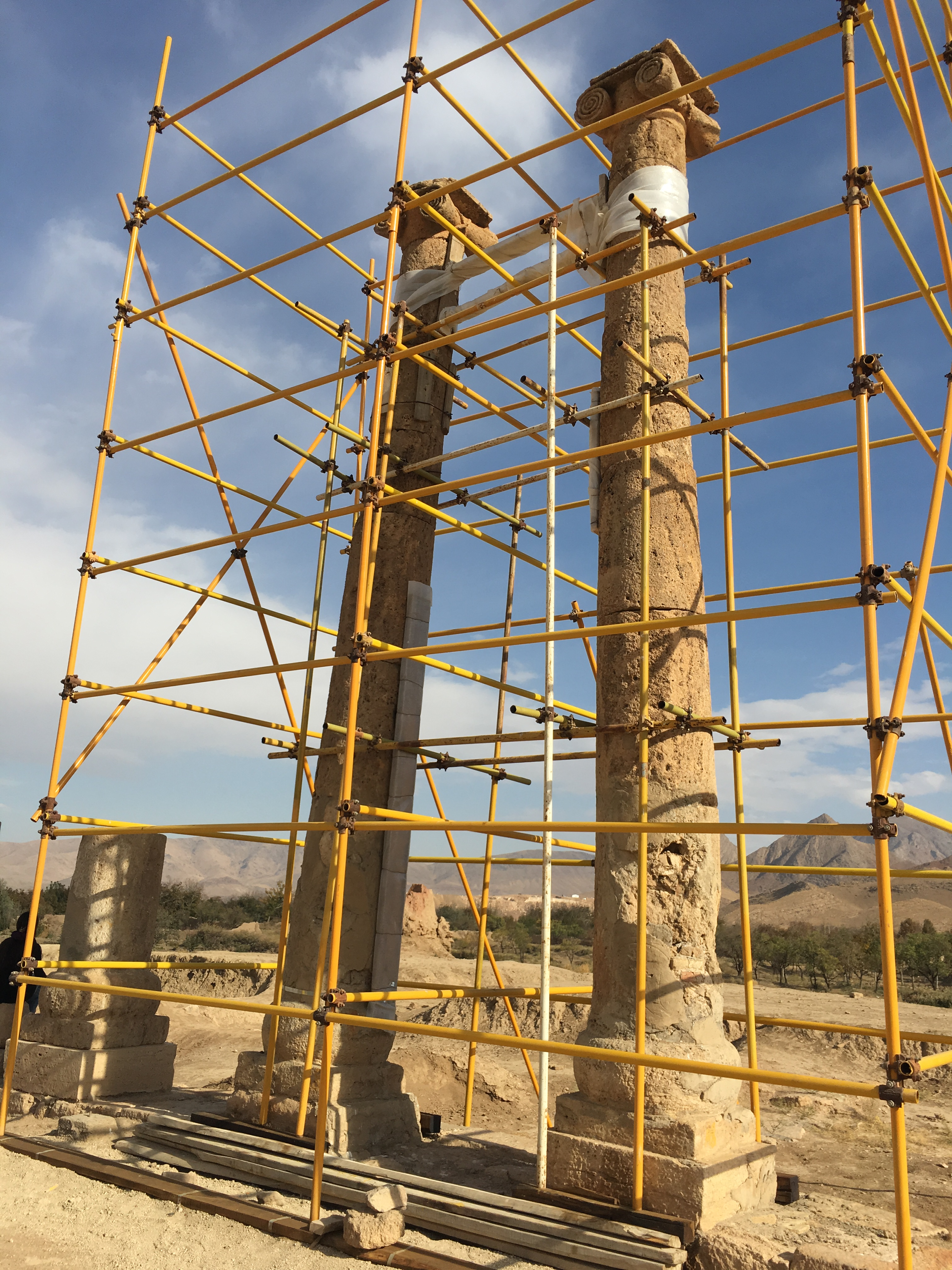
Die Ruinen von Chorheh

Allerdings findet man in den Ruinen von Chorheh, die 70 km südwestlich von Ghom bei Delidschan liegen, archäologische Überreste aus der seleukidischen und parthischen Epochen, die bis heute wichtige und bedeutende geschichtliche Informationen dieser Region liefern. Über die Ruinen von Chorheh gibt es seither lange und kontroverse Debatte in der Forschung. Entweder sind die Ruinen von Chorhe Überreste eines sasanidischen Tempels oder eines seleukidischen dionysischen Tempels. Auch werden sie auf einen parthischen Komplex hin gedeutet. Die tatsächliche Funktion dieses Komplexes ist in der heutigen Forschung aber umstritten. Die wissenschaftlichen Beiträge von dem deutschen Bauforscher und Archäologen Wolfram Kleiss deuten darauf hin, dass die Ruinen von Churha ein ehemaliger parthischer Palast sein könnten. Laut Kleiss diente dieser Palast als eine Station, die an einer nahen gelegenen Fernstraße lag und bis in die sasanidischen Zeit genutzt wurde. Iranische Archäologen vertraten dagegen die These, dass die Ruinen von Chorheh auf einen seleukidischen Sakralbau hinweisen könnten.
Im Jahr 1942 wurden ca. 24 Kilometer südwestlich von Ghom vier Männerköpfe ausgegraben, die heute im Nationalmuseum von Teheran stehen und von Roman Ghirshman in die parthische Zeit eingeordnet wurden. Außerdem berichtet Hasan al-Qommī (gestorben 1013) in seinem Werk Taʾrīḫ-i Qom davon, dass das drei Kilometer nordwestlich vom Stadtzentrum gelegene Dorf Abaraschtīdschān von dem parthischen Herrscher Artabanos IV. (reg. 213–224) gegründet worden sei. Eine früher vermutete Erwähnung der Stadt Ghom in der Tabula Peutingeriana und in der Geographike Hyphegesis von Claudius Ptolemäus wird aber heute verworfen.

### Eroberung und Besiedlung der Stadt durch die Araber
Der exakte Verlauf der arabischen Eroberung der Region von Ghom ist schwer zu rekonstruieren. Eine erste flüchtige Einnahme des Gebietes erfolgte durch die Truppen des Abū Mūsā al-Aschʿarī im Jahr 644.
Der arabische Geschichtsschreiber al-Balādhurī (9. Jahrhundert) überliefert einen Bericht, wonach Abū Mūsā, der Gouverneur der Stadt Basra war, die Stadt mit seinen Truppen nach einigen Tagen des Kampfes eroberte. Unklar ist, wer die Verteidiger von Qom waren. Drechsler vermutet, dass es sich bei denjenigen, die den Widerstand gegen die Araber leisteten, einheimische und auf der Flucht befindliche sassanidische Adlige und Soldaten gehandelt hat. Die Region mit der Stadt Qom blieb nach der ersten Eroberung von den sonstigen historischen Ereignissen weitgehend unberührt und wurde wahrscheinlich von Isfahan aus verwaltet. Eine dauerhafte Niederlassung von arabischen Siedlern scheint aber erst im Rahmen des Aufstands von al-Muchtār ibn Abī ʿUbaid (685–687) stattgefunden zu haben.
Nach dieser ersten permanenten Ansiedlung von Arabern, die wohl nur auf zahlenmäßig geringem Niveau erfolgt ist, kam der für die urbane Entwicklung entscheidende Impuls durch den Zuzug einer Gruppe von Arabern aus dem jemenitischen Stamm der Banū Aschʿar, dem auch Abū Mūsā al-Aschʿarī angehörte. Die Gründe, weshalb sie ihre irakische Heimat verlassen haben, sind unklar. Es wird davon ausgegangen, dass sie wegen der allgemeinen Opposition gegen die Umayyaden-Dynastie und der Teilnahme an der gescheiterten Revolte des Ibn al-Aschʿath im Jahr 702 nach Ghom geflohen sind. Mit der Auswanderung brachten die Araber große Viehherden mit sich, die viel Weideland brauchten. Die ausgewanderten Araber, die ihren Grundbesitz in Irak verkauft hatten, waren deutlich wohlhabender als die lokalen Perser. Sie fingen an, Ländereien aufzukaufen und unter anderem auch Dörfer zu übernehmen. Nach dem Tod Yazdānfādhārs, des letzten Herrschers von Abaraschtīdschān, im Jahr 733 nahm die Kontrolle der lokalen persischen Adelsschicht über diese Region ab, so dass ein sozialer und wirtschaftlicher Konflikt zwischen den arabischen Siedler und den Persern entstand. Immer mehr arabische Siedler wurden in diesem Gebiet ansässig, sodass die Versorgung mit Wasser aus den Quellen des Ghom-Flusses durch einen Vertrag zwischen den Ethnien gesichert werden musste. Im 9. Jahrhundert entwickelt sich Qom rasch zu einer wachsenden Stadt und es wurden verbesserte Bewässerungskanälen, Festungsanlagen, eine Freitagsmoschee und ein Basar errichtet. Daraus folgend wurde die Stadt von abbasidischen Behörden zu einer eigenständigen Provinz erklärt und unabhängig von der isfahanischen Verwaltungsprovinz gemacht. Der abbasidische Kalif Hārūn ar-Raschīd führte die Trennung der Stadt und der Region von Isfahan im Jahr 189 der Hidschra (= 804/805 n. Chr.) selbst durch.
Von der arabischen Besiedlung an hatten schiitische Gruppen die Vorherrschaft in Ghom und schöpften aus der Stadt die Kraft für die Verbreitung ihrer religiösen Strömung. Allerdings war die Stadt Ghom keine homogen schiitische Stadt, sondern bestand aus einem vielfältigen Gemisch von verschiedenen islamischen Gruppierungen und anderen Religionsgemeinschaften. Der sunnitische Gelehrte Muhammad ibn Saʿd (gestorben 845) erwähnt in seinem großen biographischen Lexikon mit dem Titel Kitāb aṭ-Ṭabaqāt al-kabīr verschiedene sunnitische Gelehrte, die in der Stadt Ghom gelebt und Hadithe tradiert haben. Der persische Gelehrte asch-Schahrastānī (gestorben 1153) berichtet in seinem Werk Kitāb al–Milal wa n-niḥal („Buch der Religionsgemeinschaften und philosophischen Sekten“) von einer jüdischen Sekte namens al-Muschkānīya, deren Anhänger in der Gegend von Qom getötet wurden.

### Situation unter den frühen Abbasiden
Als Reaktion auf eine Steuerfestsetzung des Kalifen im Jahr 825/26 brach in Qom ein großer Aufstand aus. Die Aufständischen verlangten vom Kalifen al-Ma'mūn, die jährliche Steuerveranlagung wie in der Stadt Rey zu senken. Die Aufstände wurden von Yahyā ibn ʿImrān, der zu den Aschʿar-Arabern gehörte, angeführt. Daraufhin sandte der Kalif eine Truppe von Soldaten, die Yahyā tötete und die Bürger hart bestrafte. Die von der Stadt zu erbringende Steuer wurde dennoch von zwei auf sieben Millionen Dirham erhöht. Zwei Jahre später wurde die Steuer durch den Steuerbeamten ʿAlī ibn ʿĪsā, der selbst aus Ghom stammte, um weitere 700.000 Dirham erhöht. Aufgrund des Widerstands der Bevölkerung wurde er abgesetzt. Im Jahre 832/33 konnte sich ʿAlī ibn ʿĪsā allerdings bei einem innerarabischen und innerstädtischen Konflikt durchsetzen und seine Wiedereinsetzung, dieses Mal als Wālī, bewirken.
Das Grab von Fātima bint Mūsā, der Schwester des achten schiitischen Imams ʿAlī ibn Mūsā ar-Ridā, die ihrem Bruder nach Chorasan gefolgt und im Jahr 201 (= 816 n. Chr.) in der Nähe von Qom verstorben war, wurde um 869/70 zu einem überkuppelten Heiligtum ausgebaut und entwickelte sich zu einem schiitischen Wallfahrtsort. Im Jahr 878/79 wurde die erste reguläre Freitagsmoschee in Qom errichtet. Etwa um die gleiche Zeit konnte die imamitische Gelehrsamkeit ihren Einfluss in der Stadt ausbauen. Die Ghulāt wurden im Jahre 893/94 durch Ahmad ibn Muhammad ibn ʿĪsā, Anführer der Banū Aschʿar und Scheich der Stadt, aus Qom vertrieben.
Im Jahr 909 ernannte der Kalif al-Muqtadir Husain ibn Hamdān zum Gouverneur von Qom und Kaschan. Er unterstützte den Kalifen mit seiner Armee gegen die Saffariden in Fars, übte sein Amt allerdings nur zwei Jahre lang aus, bevor er nach Bagdad zurückversetzt wurde. Möglicherweise fiel Qom im Jahre 926 kurzzeitig in die Hände der Samaniden. Nach einem weiteren kurzen Zwischenspiel zaiditischer Herrschaft konnte im Jahr 928 der dailamitische Kriegsherr Asfār ibn Schīrūya die Stadt in seinen Besitz bringen. Er beutete die Stadt durch harte Steuern brutal aus. Nach Asfārs Sturz im Jahre 931 blieb die Stadt bis 935 in der Hand dailamitischer Söldner.

### Das Aufblühen der schiitischen Gelehrsamkeit unter den Buyiden
Nach weiteren wirren Kämpfen fiel die Stadt 951/52 endgültig in den Machtbereich der persischen Buyiden, womit ein ruhigerer Abschnitt ihrer Geschichte begann. Die Zahl der Einwohner betrug in dieser Zeit nach Schätzung Drechslers ungefähr 50.000. Die Bevölkerung bestand im Wesentlichen aus Persern und Arabern, wobei letztere kein Arabisch mehr sprachen. In der ländlichen Umgebung von Qom siedelten außerdem Kurden. Alltags- und Umgangssprache in Qom war Mittelpersisch.
Die Zwölfer-Schiiten bildeten die große Mehrheit der Bevölkerung, und es sind einige bedeutende schiitische Gelehrte aus dieser Zeit bekannt. Hierzu gehören insbesondere Saʿd ibn ʿAbdallāh al-Qummī (gestorben um 912), der Anfang des 10. Jahrhunderts ein wichtiges sektenkundliches Werk schrieb, Ibn Qulūya (gestorben um 979), Verfasser eines bekannten schiitischen Wallfahrtsführers, und Ibn Bābawaih (gestorben 991), der als einer der „Kirchenväter der imāmitischen Schia“ gilt. Unter den Schiiten waren viele Aliden, die direkt von den Imamen abstammten. Neben Zwölfer-Schiiten lebten auch einige Anhänger schiitischer Sekten sowie Zoroastrier in der Stadt. Die Quellen zeigen, dass die Banū Aschʿar bis zum Ende des 4./10. Jahrhundert ihre dominierende Stellung in Qom verloren und neben arabischstämmigen Bewohnern nun auch assimilierte Perser Aufstiegschancen in der Stadt hatten.
Die Buyiden förderten die schiitische Gelehrsamkeit in Persien, so dass bedeutsame schiitische Literaturen entstanden. Ibn Bābawaih verfasste in seinem Werk ʿUyūn aḫbār ar-riḍā eine Biografie und Sammlung von Sprüchen des 8. Imāms ʿAlī ibn Mūsā ar-Ridā der Zwölfer-Schia und übermittelte Berichte über den Tod von Fātima bint Mūsā, deren Grabheiligtum sich in Qom befand. Auch wurde in dieser Zeit das erste Geschichtswerk über Qom verfasst, das Taʾrīḫ-i Qom von Hasan ibn Muhammad al-Qummī (gestorben 1015). Der Autor, ein Schiit, befasste sich in seinem Werk mit den geschichtlichen, wirtschaftlichen, finanziellen und soziogeographischen Aspekten Qoms. Vor allem übermittelt er geschichtliche Informationen über die Zeit vor der islamischen Eroberung Qoms. Des Weiteren findet man Informationen über die Entstehung der Stadt, sowie mystische Figuren und etymologische Bereiche, die mit der Stadt Qom in Verbindung stehen. Ursprünglich hatte das Werk 20 Kapitel, von denen nur fünf erhalten sind.

### Wirtschaftsgeographie während der Buyidenzeit
Zu Anfang der Buyidenzeit befand sich Qom in einer schwierigen wirtschaftlichen und sozialen Lage, so dass viele Häuser, Brücken und Mühlen innerhalb der Stadt verfielen. Straßen und Landwirtschaft litten unter einer extrem unsicheren Lage. Neben schwierigen wirtschaftlichen und sozialen Ungleichheiten kam es immer wieder zu übermäßigen Besteuerungen.
Laut den geschichtlichen Quellen scheint die Wasserversorgung aber zufriedenstellend gewesen zu sein. In den Jahren zwischen 733 und 900 hatten die Banū Aschʿar kontinuierliche Renovierungsarbeiten an den Bewässerungskanälen durchgeführt, so dass sie auch die Eigentümer der Wasserrechte waren und gleichzeitig auch Ämter in der Wasserbehörde (dīwān-i āb) innehatten. Bis zum Jahr 958/59 blieben sie Eigentümer dieser Wasserrechte. Nach der Machtergreifung durch die Buyiden wurden sie jedoch enteignet, was zur Folge hatte, dass das gesamte Bewässerungssystem einen Niedergang erlebte. Im Jahr 981/82 gab es Versuche zur Wiederherstellung des gesicherten Bewässerungssystems. Nur drei von ursprünglich 21 Kanäle hatten fließendes Wasser, was darauf hindeutet, dass genügend Trinkwasser für die Bevölkerung zur Verfügung stand, aber für landwirtschaftliche Zwecke war diese Menge wahrscheinlich ungenügend.
Aus den historischen Quellen ergibt sich der Eindruck, dass der Zustand des Anbaus in Qom den anderen Regionen Persiens ähnelte. Der Ackerboden soll eine gute Qualität gehabt haben und der Bevölkerung große Mengen an Nahrungsmitteln geliefert haben. In den Quellen ist nur wenig von Viehzucht die Rede. In der Stadt gab es 51 Mühlen, von denen allerdings elf bereits zerfallen waren. Schriftlichen Überlieferungen zufolge gab es in der Region auch Mineralvorkommen und Silber-, Eisen-, Gold- und Bleibergwerke. Es wird auch überliefert, dass die Kurden Salz aus einem salzhaltigen See in der Nähe gewonnen haben. Auch die Herstellung von Stühlen, Textilien und Zaumzeug ist aus Qom bekannt und deutet auf handwerkliche Fähigkeiten in Qom hin.

### Seldschukenzeit
Über die Geschichte Qoms bis zu den Seldschuken ist wenig bekannt. Die letzten Jahre des 10. Jahrhunderts waren durch innerbuyidische Konflikte geprägt. Zwischen 1027 und 1030 stand Qom wahrscheinlich unter der Herrschaft der Kakuyiden, 1030–1031 fiel es in den Machtbereich der Ghaznawiden. Ab 1050/51 stand Qom unter direkter seldschukischer Herrschaft. Aufgrund der wachsenden Instabilität im seldschukischen Reich gab es immer wieder Machtkämpfe in dieser Region, sodass die Kontrolle über die Stadt mit hoher Frequenz zwischen verschiedenen seldschukischen Parteien wechselte.
Während der seldschukischen Herrschaft erlebte Qom einen erfreuenden wirtschaftlichen Wohlstand. Die dem sunnitischen Islam verhafteten Seldschuken übten gegenüber den schiitischen Adligen in Qom eine pragmatische Politik, und Nizām al-Mulk führte eine gute Beziehung zu den lokalen Eliten. Der schiitische Autor ʿAbd al-Dschalīl al-Qazwīnī ar-Rāzī berichtet, dass das Fātima-Heiligtum von Qom in dieser Zeit auch von sunnitischen Herrschern besucht wurde, doch erwähnt er nicht ihre Namen. Eine beträchtliche Anzahl von religiösen Gebäuden wurden in der Zeit erbaut. Nach al-Qazwīnī gab es mindestens zehn Madāris. Neben der alten Freitagsmoschee, die renoviert wurde, erbauten die Seldschuken eine weitere Freitagsmoschee außerhalb des Stadtgebiets. Den Auftrag für eine zweite Freitagsmoschee soll der Sultan Tughrul II. im Jahr 1133/34 gegeben haben. Was die Hauptgründe für den Wohlstand Qoms unter der seldschukischen Herrschaft waren, ist schwer zu ermitteln. Zu den einflussreichsten Familien der Stadt gehörte die schiitische Gelehrtenfamilie der Daʿwīdār, deren Mitglieder mehrfach das Amt des Qādī in Qom ausübten. Die Tatsache, dass dieses Amt nur noch von Schiiten ausgeübt wurde, zeigt, dass bis zur Mitte des 12. Jahrhunderts die Transformation Qoms zu einer durchgehend schiitischen Stadt abgeschlossen war.
Nach dem Ende der Seldschuken 1194/95 kam Qom unter die Kontrolle der Eldigüziden und Choresm-Schahs. In diese Zeit fällt die Hinrichtung des bekannten Gelehrten ʿIzz ad-Dīn Yahyā, der in Qom als Naqīb für die Pensionen der Aliden fungierte. Bis die Mongolen im Jahr 1217 nach Qom kamen, stand die Stadt unter der Kontrolle von ʿAlā' ad-Dīn Muhammad.

### Von den Ilchaniden bis zu den Timuriden
Bei der mongolischen Invasion wurde Qom 1223 durch die mongolischen Generäle J̌ebe Noyan und Sube'etai vollständig zerstört. Zwanzig Jahre lang lag die ganze Stadt in Trümmern. Nach diesen zwanzig Jahren wurde die Stadt durch einige wohlhabende Einwohner wiederaufgebaut und besondere Gebäuden wurden repariert. Es wird berichtet, dass der ilchanidische Wesir Schams ad-Dīn Dschuwainī im August 1284 im Fāṭima-Heiligtum um Asyl nachsuchte. Die Stadtmauer wurde erneut errichtet und vier bekannte Heiligengräber renoviert. Die lokale Verwaltung nahm ihre Funktion wieder auf, und ein Damm wurde in der Nähe errichtet. Außerdem erholte sich die landwirtschaftliche Situation mit ihrer Vielzahl von Kulturpflanzen wieder und eine gute Wasserversorgung wurde gesichert.
Nach dem Zerfall des ilchanidischen Reiches wurden die Stadt und die Region von den Safīs, einer halbautonomen adligen Familie unbekannter Herkunft, beherrscht, deren erster Emir namens Tādsch ad-Dīn ʿAlī auf das Jahr 1336 datiert werden kann. Es wird vermutet, dass die Safī-Familie vom ilchanidischen Militär abstammt. Später kamen sie unter die Herrschaft der Tschupaniden, deren Herrschaft in Zentralpersien um 1343 endete, und danach wahrscheinlich unter die Herrschaft der Dschalairiden. Die übrigen vierzig Jahre bis zum Aufstieg Timurs konnten die Safīsihre semi-autonome Position unter der Oberherrschaft der Muzaffariden trotz widriger Umstände behaupten.
Timur ließ während seiner drei persischen Feldzüge die Stadt Qom unversehrt. Der fünfte Emir der Safī-Familie, Ibrāhīm ibn ʿAlī Safī, unterwarf sich 1393 Timur. Schon im Jahre 1389 wurden in Qom Münzen erwähnt, die Timur erwähnen. Unter den Timuriden hatten die Safīs bis 1412 weiterhin eine führende Position inne, als Qom im Rahmend des Feldzugs von Iskandar ibn ʿUmar gegen Schāh Ruch erobert und ausgeplündert wurde. Während dieser Plünderung wurde der sechste und letzte Safī-Emir Muhammad gefangen genommen und nach Isfahan gebracht, wo er von Iskandar getötet wurde. Im Jahr 1414 fiel die Stadt Qom unter die Herrschaft von Schāh Ruch, der nacheinander zwei Brüder der Barlās-Familie zu Gouverneuren der Stadt ernannte. Einer der Brüder, Yūsuf Chādscha, diente als Verteidiger der Grenzregion und gab Schāh Ruch Rückendeckung gegen die Qara Qoyunlu. Nachdem Yūsuf Chādscha 1442/43 durch einen regionalen Rebellen getötet worden war, ernannte Schāh Ruch seinen Enkel Sultān-Muhammad ibn Bāysunqur zum Herrscher über Zentralpersien einschließlich Qom.

### Qara Qoyunlu und Aq Qoyunlu in Qom
Trotz der andauernden Konflikte mit seinem Großvater, mit seinem Bruder Abū l-Qāsim Bābur und den Angriffen der ie Qara Qoyunlu, konnte Sultān-Muhammad Qom bis 1452 unter seiner Kontrolle halten. Qom war eine seiner wichtigsten Festungen, in der er sich die meiste Zeit aufhielt und auch in seinem Namen Münzen prägen ließen. Zu seinen wichtigsten Gouverneuren in Qom gehörten Schāh Qāzi, der im Jahr 1447–1448 während eines Angriffs der Qara Qoyunlu umkam, und dessen Nachfolger Ahmad ibn Firuzschāh. Abū l-Qāsim Bābur tötete Sultān-Muhammad während einer Belagerung Qoms und setzte daraufhin Darwīsch ʿAlī, einen Sohn von Yūsuf Chādscha, als Gouverneur ein. Seine Herrschaft war bar wegen repressiver Maßnahmen sehr unpopulär. Die Unzufriedenheit der Bewohner der Stadt mit Darwīsch ʿAlī führte dazu, dass sich diese an die Armee der Qara Qoyunlu wandten und sie um eine Ablösung von ihrem Gouverneur baten. Daraufhin eroberten die Qara Qoyunlu die Stadt Qom mit Hilfe von Chādscha Nizām ad-Dīn Yahyā Qomī, einem früheren Befehlshaber von Sultān-Muhammad. Die Eroberung erfolgte durch Pīr Budāq, einen Sohn Dschahan Schahs, entweder am 19. Juni 1452 oder zu Beginn des Jahres 1453. Bei der Eroberung richteten die Qara Qoyunlu enorme Schäden in der Stadt an, verschonten aber die Verteidiger der Stadtburg. Darwīsch ʿAlī wurde gefangen genommen.
Die Qara Qoyunlu herrschten fünfzehn Jahre über Qom. Dschahan Schah hielt sich bei etlichen Gelegenheiten in Qom auf und nutze die Stadt als Winterquartier, somit hatte Qom eine strategische Bedeutung für Qara Qoyunlu gegenüber anderen Mächten in der Region. Dschahan Schah hatte Getreidelager in der Stadt und führte im Jahr 1458 von Qom aus seine Truppen nach Chorasan. Er ernannte Schāh Waliquz zum Gouverneur der Stadt, der mit hoher Wahrscheinlichkeit in der gesamten Qara Qoyunlu-Periode sein Amt ausübte.
Nach dem Tod von Dschahan Schah im Jahr 1468 und in der Folge auch des Zusammenbruches der Qara-Qoyunlu-Herrschaft in dieser Region wurde Qom von verschiedenen Gouverneuren verwaltet. Schāh Waliquz erklärte sich zunächst unabhängig, doch seine Herrschaft endete noch im selben Jahr, als Schāh Hādschī Bey Gāvrudi Hamadāni im Namen von Dschahan Schahs Sohn Husain-ʿAlī als Gouverneur eingesetzt wurde. Schāh Hādschī Bey wurde später durch die Armee Abu Saʿīds vertrieben, der Zentralpersien für die Timuriden zurückzuerobern versuchte. 1469 setzte er einen gewissen Iskandar Rikābdār als Gouverneur ein, der jedoch mit dem Sieg des Aq-Qoyunlu-Herrschers Uzun Hasan verschwand.
Während der Herrschaft der Aq Qoyunlu hatte Qom eine ähnliche Stellung wie unter den Qara Qoyunlu. Uzun Hasan schlug mehrmals in Qom sein Winterlager auf, so dass die Stadt Qom in diesen Zeiten quasi als Hauptstadt seines Reiches fungierte. Qom scheint von diesen Aufenthalten sehr profitiert zu haben, da die Amire und die führenden Militäroffiziere ihre Häuser an Uzun Hasan und seinen Gefolgsleuten vermieten konnten. Nach dem Tod Uzun Hasans im Jahr 1478 kam es zwischen seinen Söhnen Ibrāhim ibn Dschahāngīr und Chalīl zu Nachfolgekämpfen, von denen die Stadt jedoch unberührt blieb. Der dritte Sohn Yaʿqūb (reg. 1478–1490) verbrachte wie sein Vater Uzun Hasan den Winter häufig in Qom und setzte Mansūr Bey ibn Suhrāb Tschamischgazakī als Gouverneur der Stadt ein.
Von den übrigen Jahren der Aq-Qoyunlu-Herrschaft in Qom ist wenig bekannt, obwohl die Stadt eine der wichtigsten Städten in dem von Bürgerkriegen heimgesuchten Reich war. 1497/98 diente es Āiba Sultān als Winterquartier. Letzter Vertreter der Aq-Qoyunlu-Herrschaft war Aslamasch Bey, der Gouverneur von Sultān Murād. Die Herrschaft der Aq Qoyunlu über Qom endete mit dem Einmarsch der Truppen des Safawiden-Schahs Ismail I. (Schah) im Jahr 1503.

### Zeit der Safawiden

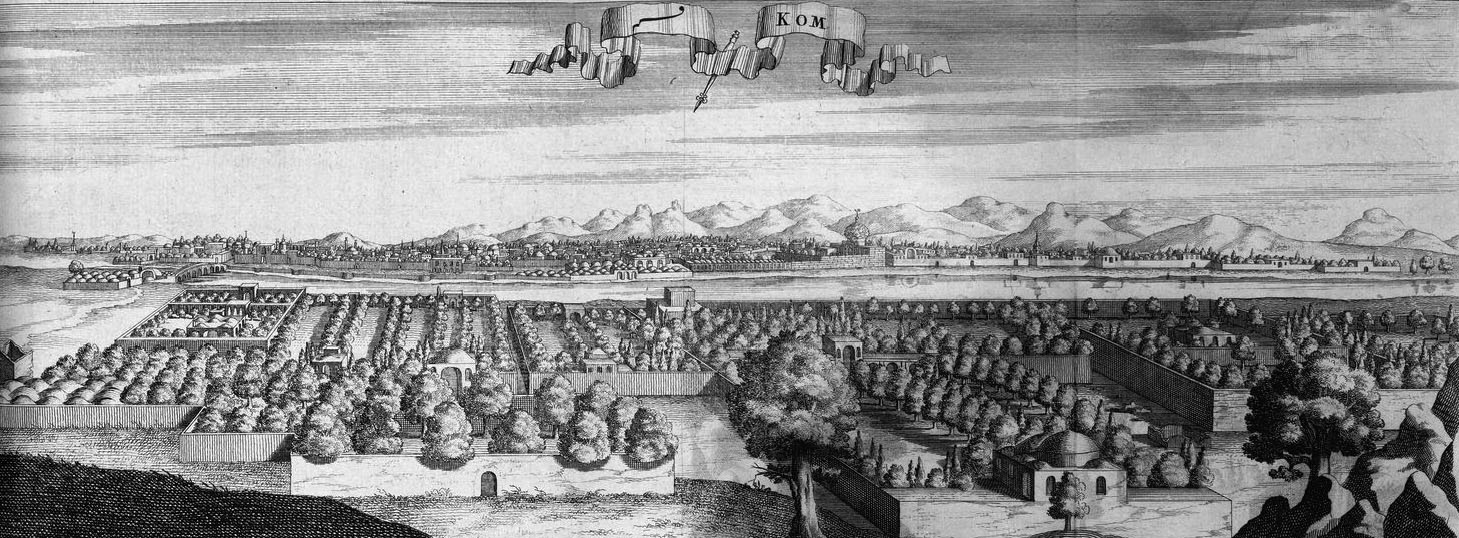
Eine Ansicht von Qom im Reisebericht von Jean Chardin, veröffentlicht 1723

Unter den Safawiden wurde Qom zu einem der wichtigsten Zentren der schiitischen Theologie und nahm auch als Wallfahrtsort weiter Aufschwung. Die Religionspolitik von ʿAbbās I., die darauf ausgerichtet war, schiitische Pilger weg von den Heiligtümern im Irak, die unter osmanischer Kontrolle standen, hin zu den Heiligtümern in Iran (Maschhad und Qom) zu lenken, versah Qom mit noch nie dagewesenem Glanz. Das Fātima-Heiligtum wurde verschönert, und zwei seiner vier Höfe wurden in eine Madrasa mit einer Herberge für Pilger umgewandelt. Viele Gelehrte kamen nach Qom, darunter Männer wie Mullā Muhsin Faid, Mullā ʿAbd ar-Razzāq Lāhidschī, Mullā Sadrā Schīrāzī, Qādī Saʿīd Qumī. Traditionen über die Heiligkeit des Bodens von Qom wurden verbreitet, und zu den bereits bestehenden hunderten Gräbern von Imamzades kamen tausende Gräber von Gläubigen hinzu. Auch die Nachkommen von Schah ʿAbbās I. wurden hier begraben.
Wie aus Reiseberichten hervorgeht, wurden in der Stadt im 17. Jahrhundert hochwertige Handwerksprodukte hergestellt (Rapier-Degen, Säbelklingen, Seiden- und Baumwollwaren, Glas, Porzellan, weiße Keramik). Gleichzeitig diente die Stadt als Exilsort für abgesetzte Aristokraten und zahlungsunfähige Schuldner, die in dem Heiligtum Zuflucht nahmen.

### Unter den Kadscharen

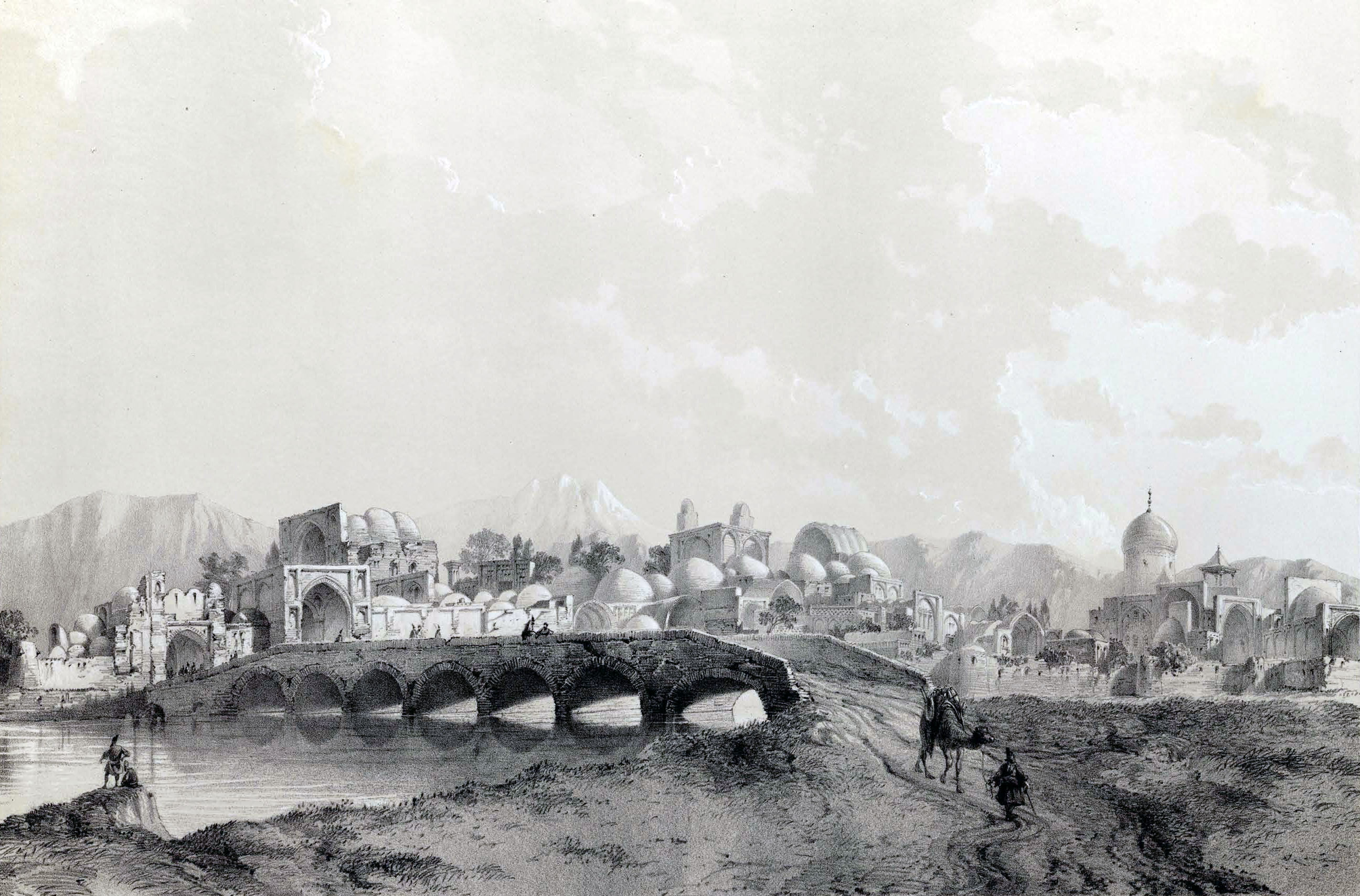
Ghom mit dem Ghom-Fluss im Reisebericht von Eugène Flandin, um 1840

Nach einem heillosen Niedergang im 18. Jahrhundert mit Plünderung durch die Afghanen und Massakern, die durch Ibrāhīm Chān, den Bruder von Nader Schah, verübt wurden, erlebte Qom unter den Kadscharen, die in der Stadt wieder königliche Bauten errichteten, einen erneuten Aufschwung. Fath Ali Schah verschönerte den Schrein von Fātima und baute auch eine Madrasa. Amīn as-Sultān, der Wesir von Nāser ad-Din Schāh, errichtete 1883 den weiten „Neuen Hof“ (ṣaḥn-i ǧadīd).
Nach 1850 hatte die Stadt ungefähr 20.000 bis 25.000 Einwohner. Aufgrund einer Hungersnot sank sie 1874/75 auf 14.000, um 1886/87 wieder auf 35.000 zu steigen. Qom blieb unter den Kadscharen ein Asyl (bast-nišīnī) für verfolgte Gegner des Regimes. Diese Rolle Qoms war während der Konstitutionellen Revolution von 1905 bis 1911 besonders ausgeprägt.

### Von Reza Schah bis zur Islamischen Revolution
Unter Reza Schah Pahlavi (reg. 1925–1941) hat sich die spirituelle Rolle von Qom verstärkt. Der schiitische Abdolkarim Haeri Yazdi, der sich 1920 vor den Briten aus dem Irak nach Iran floh, ließ sich in Qom nieder und gründete dort die Hawza von Qom. Die meisten bedeutenden Mardschaʿ-i Taqlīds des 20. Jahrhunderts wurden hier tätig, darunter Mohammad Reza Golpayegani, Marʿaschī Nadschafī (1897–1990), der die Maraschi-Nadschafi-Bibliothek gründete, und Mohammad Kazem Schariatmadari. Das Fātima-Heiligtum wurde nach 1965 von einem Mutawallī verwaltet, der vom Schah ernannt wurde.
Seit 1913 nahm die Einwohnerzahl von 30.000 kontinuierlich zu (55.000 in 1937/38; 81.540 in 1947/488; 96.499 in 1956; 134.292 in 1966 und 246.873 in 1976). Die Einnahmen des Fātima-Heiligtums und die jährliche Zahl der Pilger (ca. eine Million 1970) blieben aber hinter denen von Maschhad zurück.
Einige der schiitischen Gelehrten von Qom stellten sich an die Spitze politischer Proteste, so Abol-Qasem Kaschani, der 1953 den parlamentarischen Widerstand gegen das Ermächtigungsgesetz unterstützte, das Mohammad Mossadegh umfangreiche Vollmachten geben sollte, und Ruhollah Chomeini, der 1963 die Proteste gegen die von Schah Mohammad Reza Pahlavi in Iran vorangetriebenen gesellschaftlichen Reformen anführte und am 5. Juni 1963 verhaftet und anschließend in die Türkei verbannt wurde. Auch die Islamische Revolution nahm von Qom ihren Ausgangspunkt: Als am 7. Januar 1978 in der iranischen Tageszeitung Ettelā'āt ein Artikel mit dem Titel Iran und der schwarze und rote Kolonialismus, der Chomeini beleidigte und verunglimpfte, kam es in Qom zu heftigen Protesten, die gemeinhin als Auslöser der Revolution gelten. Als Chomeini im Frühjahr 1979 nach Iran zurückkehrte, blieb er nur einen Monat in Teheran. Am 1. März zog er dann nach Qom um.

## Bildung und Forschung

### Universitäten

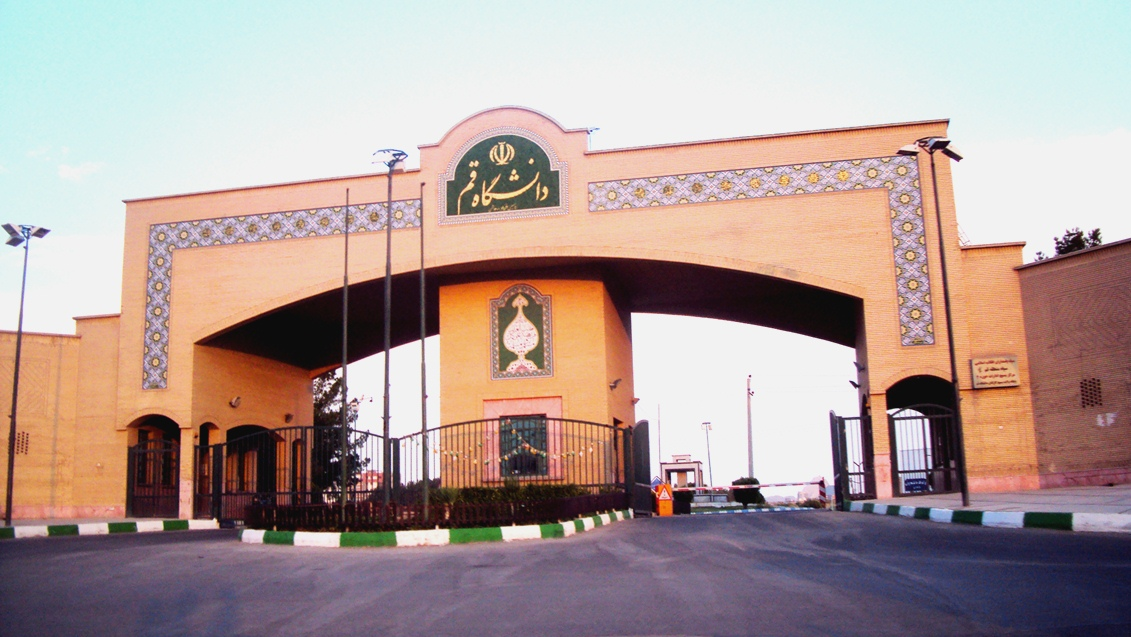
Eingangstor der Universität von Ghom

Die Stadt Ghom verfügt neben zahlreichen Lehrstätten über zwei staatliche Universitäten (die Universität von Ghom und die Islamisch-Theologische Hochschule von Ghom) sowie die nicht-staatliche (freie) Islamische Azad-Universität von Ghom.
Die Theologische Hochschule von Ghom wurde in Europa vor allem durch Ajatollah Ruhollah Chomeini bekannt. Nach ihm ist das Imam-Chomeini-Institut (auch: Imam-Khomeini-Institut) seit der Einweihung eines neuen Gebäudes 1995 benannt. Es ist der Sitz der extremistischen Hojjatieh-Gesellschaft. Die Theologieschule von Ghom, in der die meisten iranischen Prediger ausgebildet werden, nimmt bei den Schiiten den 2. Rang nach Nadschaf ein. Durch die Islamische Revolution und Ruhollah Chomeini stieg ihre Bedeutung. Die Zahl der studierenden und lehrenden Kleriker stieg nach 1979 auf etwa 50.000.

### Weiteres
Seit 1990 besteht das internationale Computer Research Center of Islamic Sciences.

## Sehenswürdigkeiten
Der Schrein der Fatima Masuma, ein bedeutender Wallfahrtsort, dominiert mit seiner goldenen Kuppel das Stadtbild.

## Umgebung
1991 wurde in der Nähe von Ghom bei 34° 39′ 0″ N, 50° 54′ 0″ O ein Raketentestgelände eingerichtet. Am 25. September 2009 wurde bekannt, dass sich eine weitere Anlage des iranischen Atomprogramms in der Nähe von Ghom befindet.

## Söhne und Töchter der Stadt
- Abu’l-Qasim Faizi (1906–1980), Bahai und Hand der Sache Gottes
- Mehdi Hairi Yazdi (1923–1999), Religionsgelehrter und Philosoph
- Mohammad Fazel Lankarani (1931–2007), Gelehrter und Großajatollah
- Sadegh Tabatabai (1943–2015), Hochschullehrer und Politiker
- Mostafa Mohaghegh Damad (* 1945), Geistlicher, Ajatollah, Jurist und Universitätsprofessor
- Mohammad Mirmohammadi (1948–2020), Politiker
- Mohsen Fachrisadeh (1958–2020), Kernphysiker und Hochschullehrer
- Abdolrahim Mousavi (* 1959), Generalstabschef der Streitkräfte der Islamischen Republik Iran
- Nasser Zahedi (* 1961), deutscher Arzt und Autor
- Mohsen Rabbani (* 1983), Stabhochspringer

## Städtepartnerschaften
Ghom unterhält eine Städtepartnerschaft mit:
- Santiago de Compostela, Spanien